# Svend Robinson
Svend Robinson (sinh ngày 4 tháng 3 năm 1952) là một chính khách người Canada. Ông là một Nghị sĩ Quốc hội từ năm 1979 đến năm 2004, người đại diện cho các khu vực bầu cử ngoại ô ở khu vực-Vancouver của Burnaby cho Đảng Dân chủ Mới (NDP). Ông được ghi nhận là thành viên đầu tiên của Quốc hội trong lịch sử Canada trở thành người đồng tính công khai khi còn đương chức. Năm 2004, ông đã phạm tội đánh cắp một chiếc nhẫn đắt tiền và quyết định không tham gia cuộc bầu cử tháng 6 năm 2004. Vào thời điểm đó, ông là một trong những thành viên phục vụ lâu nhất trong Hạ viện, đã được bầu và bầu lại trong bảy nhiệm kỳ liên tiếp. Trong cuộc bầu cử liên bang Canada 2019, Robinson là ứng cử viên NDP cho tranh đua Burnaby North-Seymour, nhưng đã thua Terry Beech đương nhiệm Tự do với 1.560 phiếu bầu.

## Đầu đời
Robinson được sinh ra ở Minneapolis, Minnesota, Hoa Kỳ, người gốc Đan Mạch, của Edith Jensen và Wayne Robinson. Cha ông phản đối Chiến tranh Việt Nam và đưa gia đình đến sống ở Canada. Robinson học trung học tại Trường Trung học Burnaby North. Sau đó, ông lấy được bằng luật từ Đại học British Columbia và hoàn thành công việc sau đại học về luật quốc tế tại Trường Kinh tế Luân Đôn.
Ông được gọi đến Luật sư British Columbia với tư cách là luật sư và luật sư vào năm 1978, và thực hành luật với Robert Gardner và Cộng sự cho đến khi được bầu vào Hạ viện vào tháng 5 năm 1979.
Trước khi trở thành người đồng tính, Robinson đã kết hôn với Patricia Fraser, bạn gái thời trung học của anh, từ năm 1972 đến năm 1975.